# Nasua nasua
Il coati rosso (Nasua nasua (Linnaeus, 1766)), noto anche come nasua rosso, è un mammifero carnivoro appartenente alla famiglia dei Procionidi (Procyonidae) presente nelle regioni tropicali e subtropicali dell'America meridionale.

## Descrizione
Le parti superiori del coati sono marrone scuro, grigio o color ruggine scuro o brillante. Le parti inferiori sono bianche. La testa è stretta, con il naso leggermente rivolto verso l'alto, allungato e molto flessibile; questa particolarità è utile all'animale per cercare il cibo sotto la lettiera di foglie e i sassi rovesciati. Il muso è marrone con macchie chiare sopra, sotto e dietro l'occhio. Le orecchie sono piccole e sfrangiate di bianco sui bordi interni. La lunga coda viene utilizzata come bilanciere e va di colore dal nero al marrone, con anelli gialli. I coati hanno una pelliccia folta e sericea. I giovani hanno una colorazione più chiara. Gli adulti misurano da 41 a 67 cm dalla testa alla base della coda; la coda aggiunge ulteriori 32-69 cm alla loro lunghezza. Questi animali sono alti circa 30 cm al garrese e pesano tra i 3 e i 6 kg. I coati hanno artigli e arti anteriori forti per arrampicarsi e dissotterare il cibo da sotto i tronchi marci. Sono anche in grado di ruotare di 180 gradi le articolazioni della caviglia per scendere a testa in giù dagli alberi. Il coati rosso è molto simile al suo cugino dell'America centrale, il coati dal naso bianco, dal quale si distingue soprattutto per la colorazione marrone del naso.

## Distribuzione e habitat

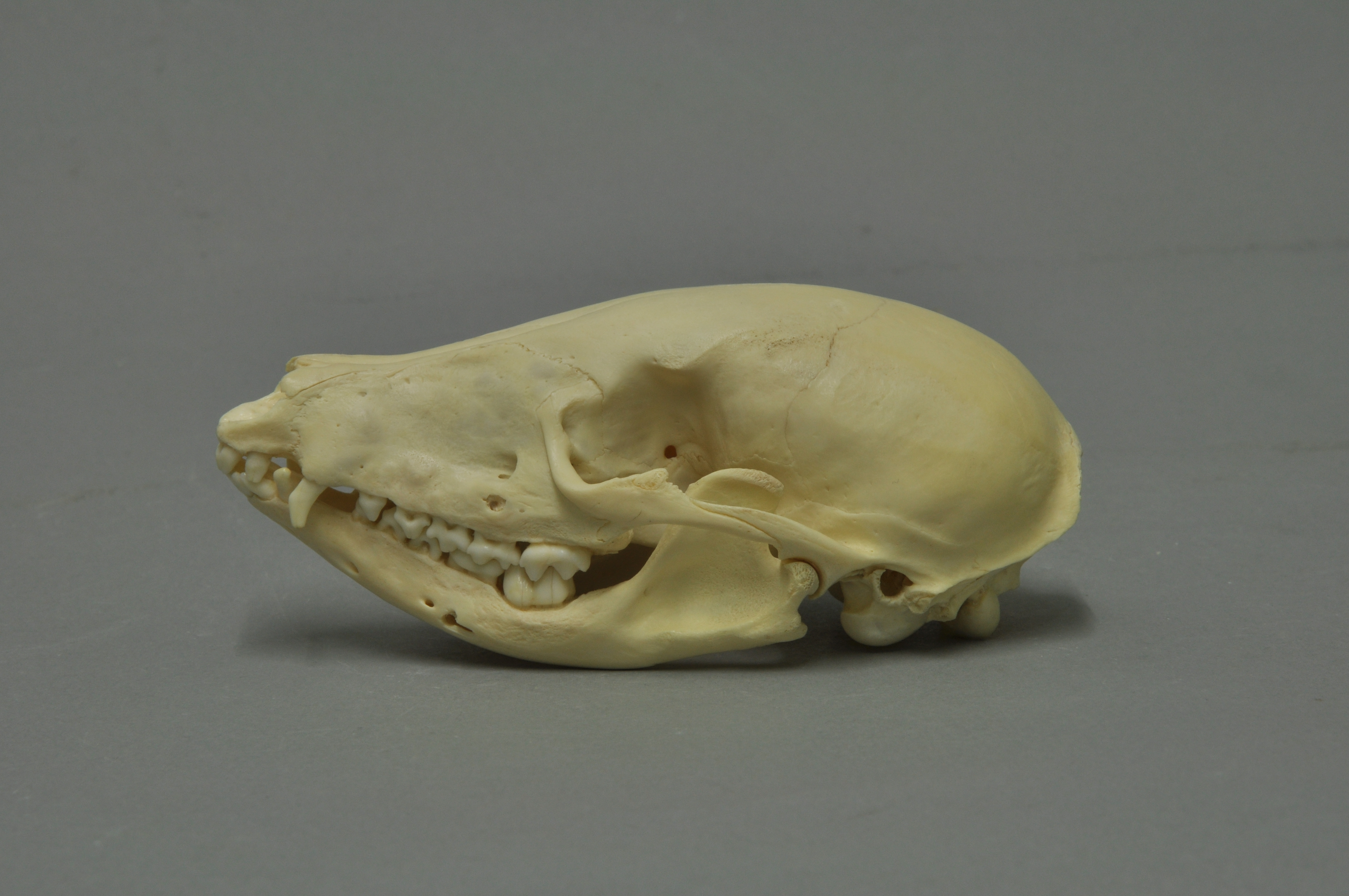
Cranio di coati rosso.

Il coati rosso è diffuso nelle regioni tropicali e subtropicali dell'America meridionale. È presente nelle foreste di pianura ad est delle Ande fino a 2500 metri di altitudine, dalla Colombia e dalle Guyane fino all'Uruguay e all'Argentina settentrionale a sud. È stato segnalato anche nell'Ecuador occidentale, nella Colombia settentrionale e occidentale e nelle province argentine di Santa Fe e di Salta. La densità di popolazione diminuisce considerevolmente con l'altitudine, ma aumenta in base all'aumentare della copertura forestale.
È pressoché impossibile confonderlo con il coati dal naso bianco, in quanto le uniche segnalazioni di quest'ultimo in America meridionale provengono solo dall'estremità nord-occidentale della Colombia, nella regione del Golfo di Urabá, nei pressi del confine con Panama. Il più piccolo coati di montagna, invece, vive soprattutto ad altitudini maggiori di quelle frequentate dal coati rosso, anche se i loro areali si sovrappongono in gran parte.

### Specie invasiva
Il coati rosso è stato introdotto e si è naturalizzato sull'isola di Maiorca, dove è considerato una specie invasiva, tanto da essere stato incluso nel 2016 nella lista delle specie esotiche invasive di interesse europeo. Ciò implica che questa specie non può essere importata, allevata, trasportata, commercializzata o rilasciata intenzionalmente in natura in tutto il territorio dell'Unione Europea.

## Biologia

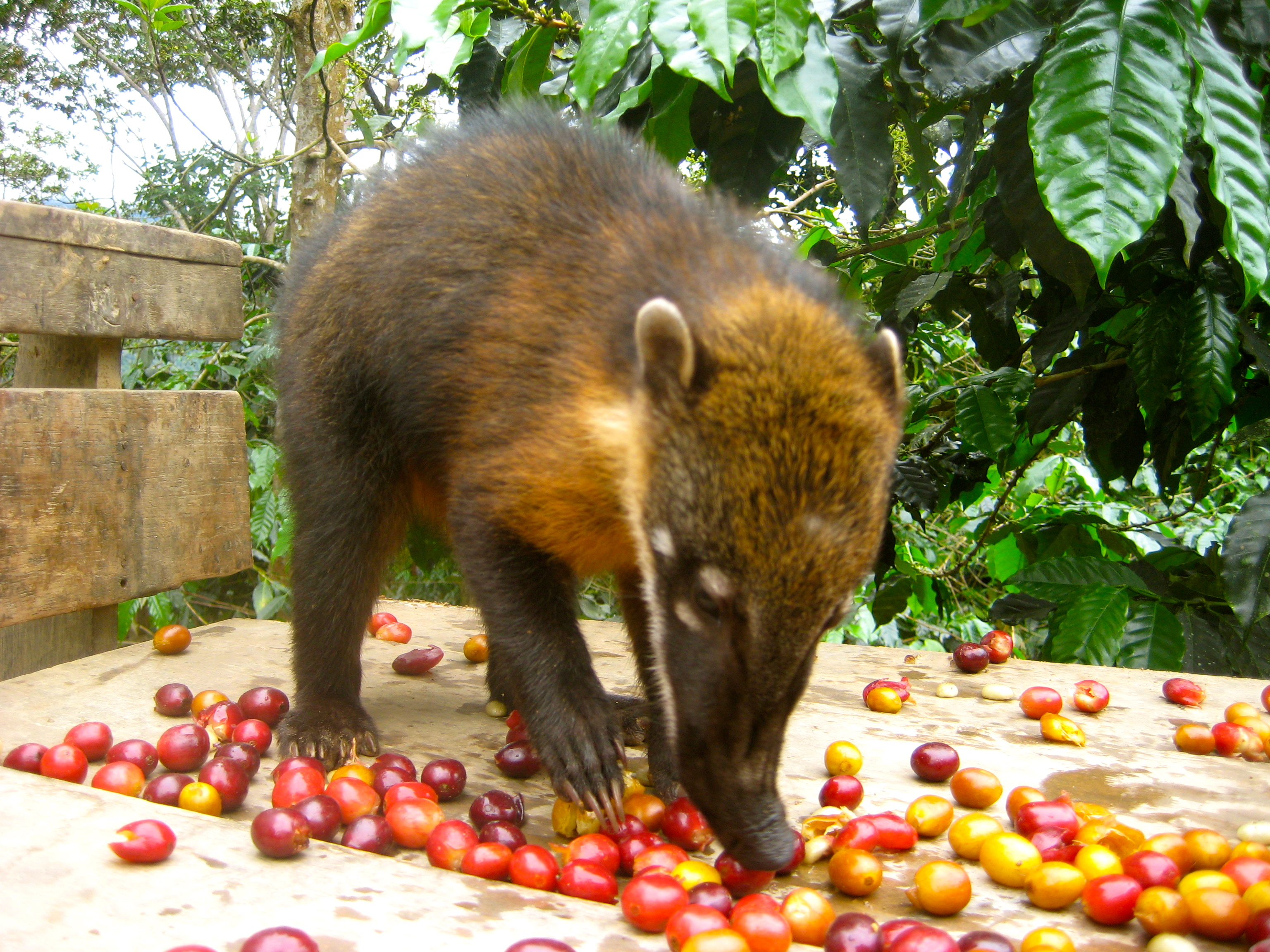
Coati che mangia delle bacche di caffè.

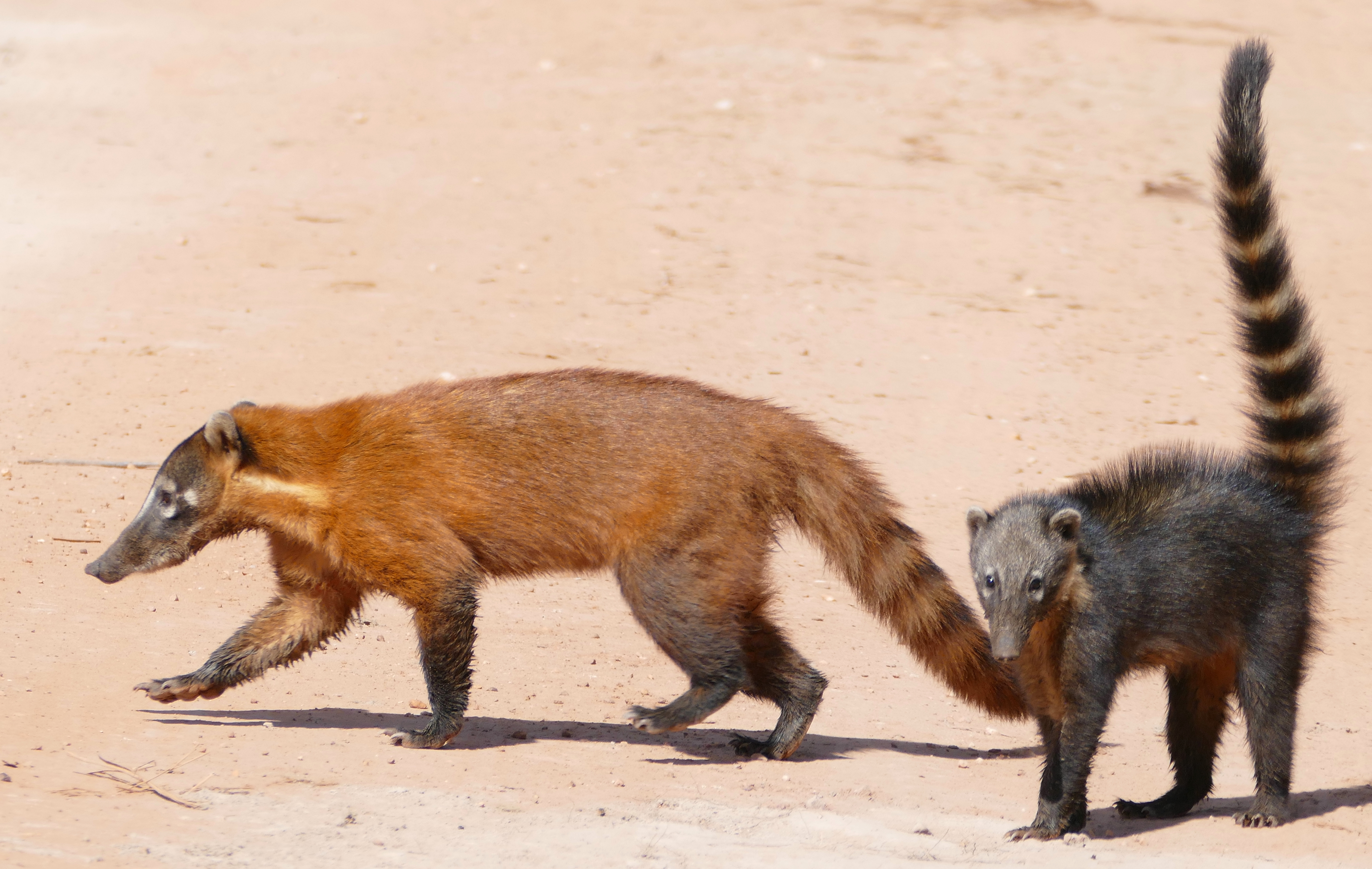
La colorazione del coati rosso è molto variabile, e non è raro incontrare anche esemplari quasi neri o arancio-rossastri.

I coati rossi sono animali diurni che vivono sia sul terreno che sugli alberi. Sono onnivori, ma mangiano principalmente frutta, invertebrati, altri piccoli animali e uova di uccelli. Per snidare le prede, frugano nello strame al piede dei tronchi d'albero, spezzano rami marci, sollevano la corteccia di tronchi in decomposizione, scavano con gli artigli anteriori piccoli fori entro cui introducono il lungo naso fiutando con cura, rivoltano i sassi oppure afferrano rapidi un insetto in fuga o acciuffano al volo una cavalletta.
Le femmine vivono di norma in grandi gruppi, chiamati bande, composti da 15 a 30 animali. I maschi sono generalmente solitari. I primi ricercatori, avendo notato il diverso modo di vivere dei maschi solitari e delle femmine che stanno in gruppo, erano convinti che si trattasse di due specie differenti, tanto che chiamarono i secondi coatimundi («coati solitario» in lingua guaraní), termine talvolta usato anche oggi. Né le bande di femmine né i maschi solitari difendono un territorio specifico, pertanto i territori si sovrappongono.
Per mantenere le relazioni sociali, questi animali comunicano tra loro soprattutto grazie all'udito, alla vista e all'olfatto. Una femmina e i suoi piccoli si tengono in contatto emettendo una serie di piccoli gridi acuti, mentre i vari membri del clan, se si trovano lontani gli uni dagli altri, si scambiano sordi e brevi suoni simili a grugniti che si fanno più forti, più acuti e più rapidi in una situazione insolita o in presenza di un pericolo. In tal caso, i coati sferzano vigorosamente l'aria facendo oscillare la coda e trovano rifugio sugli alberi, dove sono soliti trascorrere anche la notte. Tra i predatori del coati rosso vi sono volpi, giaguari, yaguarondi e, occasionalmente, gli esseri umani.
Il coati rosso è ospite del verme acantocefalo parassita Pachysentis lauroi.

### Riproduzione

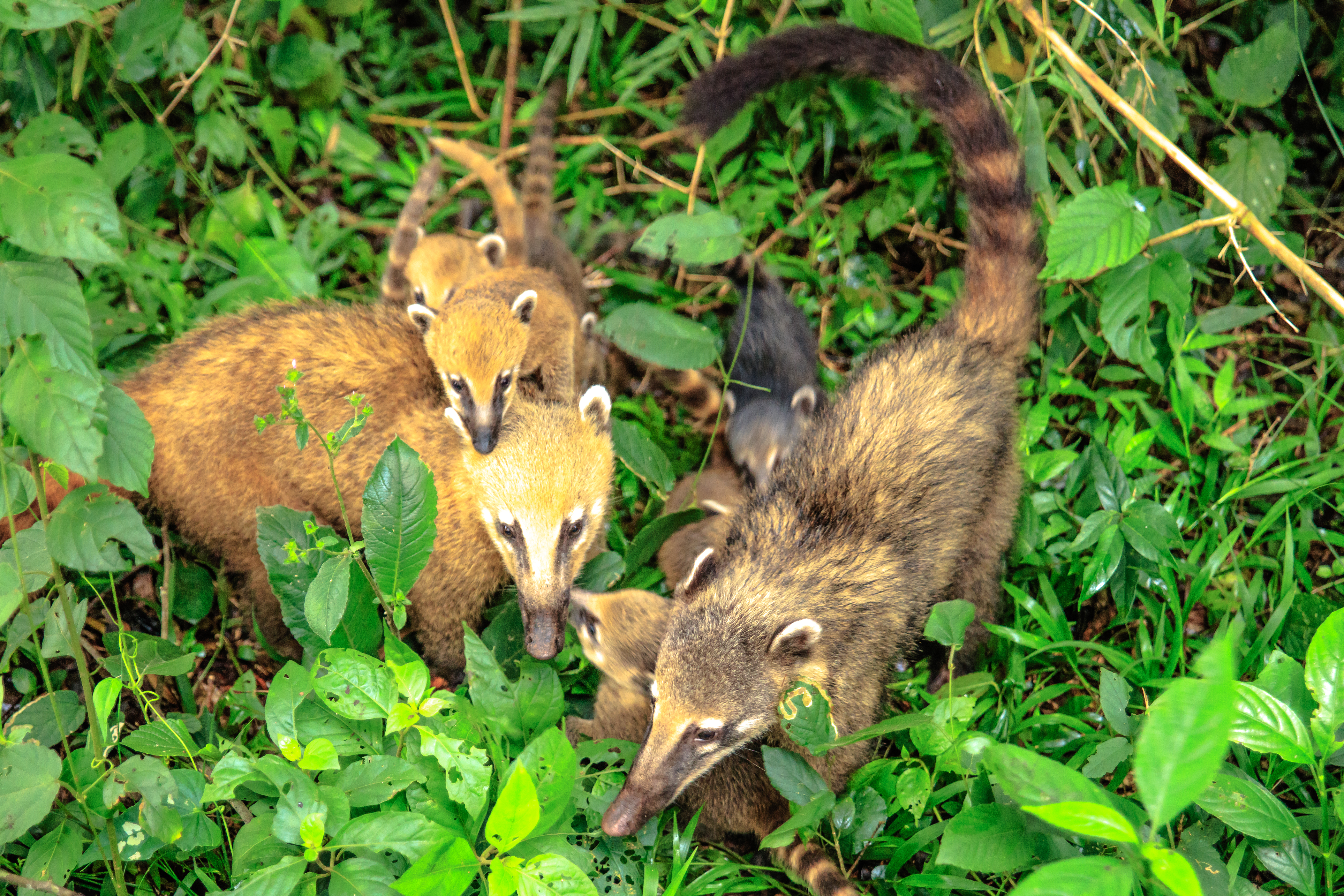
Famiglia presso le cascate dell'Iguazú.

Tutte le femmine di un gruppo vanno in calore contemporaneamente quando gli alberi fruttificano, e si accoppiano con diversi maschi. Il periodo di gestazione varia da 74 a 77 giorni. L'estro dura 1-2 settimane. Le femmine in cattività danno alla luce 1-7 piccoli alla volta. In natura lasciano il gruppo per andare a partorire in un nido costruito sugli alberi e si riuniscono al gruppo con la prole 5-6 settimane dopo. Di solito le femmine rimangono nel gruppo natale, mentre i maschi generalmente si allontanano da questo all'età di tre anni. I coati rossi di norma vivono fino a 7 anni in natura, ma possono vivere fino a 14 anni in cattività.

## Tassonomia
Nel 1766 lo zoologo svedese Linneo diede, nel suo celebre Systema naturae, un nome scientifico alla specie, ma a quell'epoca lo studioso classificò i coati con gli zibetti distinguendo due specie, l'una con la coda di colore uniforme, Viverra narica, e l'altra, Viverra nasua, con la coda ad anelli. Più tardi, nel 1780, il coati fu classificato da Storr, un altro zoologo, in un genere a sé, il genere Nasua. Nel 2005, Mammal Species of the World riconosceva la validità di 13 sottospecie:
- N. n. nasua Linnaeus, 1766;
- N. n. aricana Vieira, 1945;
- N. n. boliviensis Cabrera, 1956;
- N. n. candace Thomas, 1912;
- N. n. cinerascens Lönnberg, 1921;
- N. n. dorsalis Gray, 1866;
- N. n. manium Thomas, 1912;
- N. n. molaris Merriam, 1902;
- N. n. montana Tschudi, 1844;
- N. n. quichua Thomas, 1912;
- N. n. solitaria Schinz, 1823;
- N. n. spadicea Olfers, 1818;
- N. n. vittata Tschudi, 1844.